# Palazzo del Parlamento svedese
Il Palazzo del Parlamento (in svedese: Riksdagshuset) è la sede del parlamento della Svezia, il Riksdag. Si trova sull'isola di Helgeandsholmen nel centro di Stoccolma.

## Architettura
Il complesso edilizio è stato progettato da Aron Johansson in stile neoclassico. La facciata centrale è in stile neobarocco. Il Palazzo del Parlamento è stato costruito tra il 1897 e il 1905.
Il progetto preliminare del 1894 prevedeva una cupola che non è stata realizzata. L'edificio, sede del parlamento e della banca centrale, occupa la parte occidentale dell'isola, per la realizzazione furono demolite le strutture esistenti, vale a dire i negozi e le stalle del re, . Per la realizzazione sono stati rimossi 37.000 metri cubi di terreno e furono usati più di 9.000 pali di quercia battute per fare le fondazioni. Il 12 gennaio 1905, dopo quasi otto anni di costruzione, il Riksdag è stato inaugurato. All'apertura ha sostituito il vecchio edificio Riksdag (Gamla Riksdagshuset) sull'isola Riddarholmen.

## Ristrutturazione 1980-1983
Nel 1971 la Svezia è passata dal sistema bicamerale a quello monocamerale, per cui è stato necessario predisporre la realizzazione di una grande sala per le sedute plenarie. Durante il periodo 1980-1983, la ristrutturazione completa è stata progettata dal Archtiktenfirma Ahlgren, Olsson ed eseguita da Silow Arkitektkontor AB. L'edificio della Sveriges Riksbank e quello del Riksdag sono state fusi, la Sveriges Riksbank ha ricevuto una nuova sede il Brunkebergstorg e la parte occidentale del complesso è stato ampliato e ora include la Camera. La struttura ospita la nuova camera, che è stata inaugurata in occasione dell'apertura della sessione parlamentare il 4 ottobre 1983.

## Medeltidsmuseum
I lavori di scavo per il parcheggio sotterraneo di fronte al Palazzo del Parlamento svedese ha permesso il rinvenimento di numerosi reperti archeologici. Furono scoperte fondamenta di case del XIII secolo, resti di mura della città di Stoccolma del XVI secolo, undici barche di epoche diverse, più di 1.000 scheletri umani (qui C'era una volta un cimitero), i resti di una farmacia del XVII secolo, così come monete, cocci, bottiglie, vestiti ben conservato.
Per rendere accessibile a tutti questi risultati interessanti al pubblico il parcheggio originariamente previsto sotterraneo è stato ridotto ed invece è stato realizzato il Medeltidsmuseum (Museo Medievale). 

## Galleria d'immagini

### Esterni

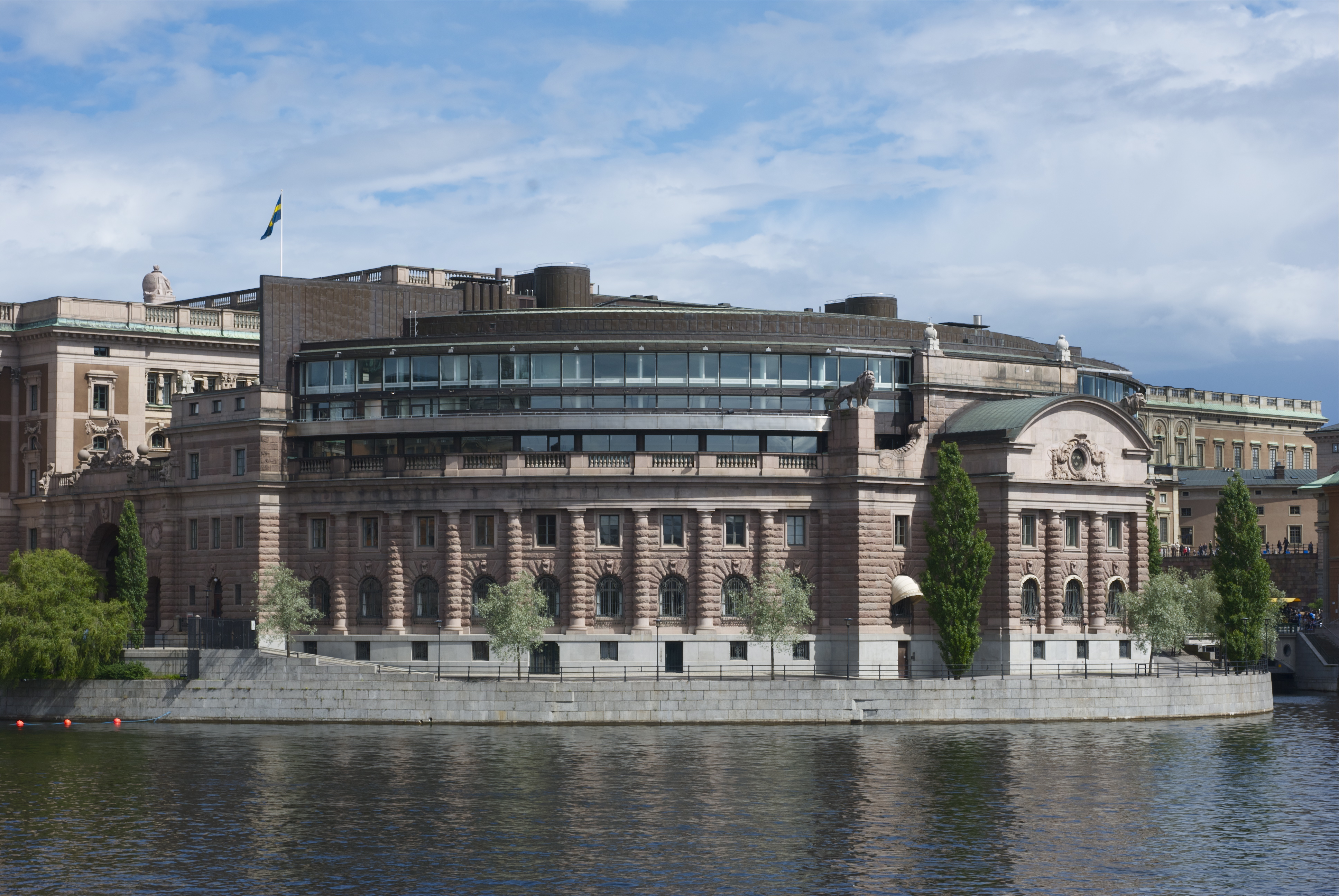
Lato nord-ovest.
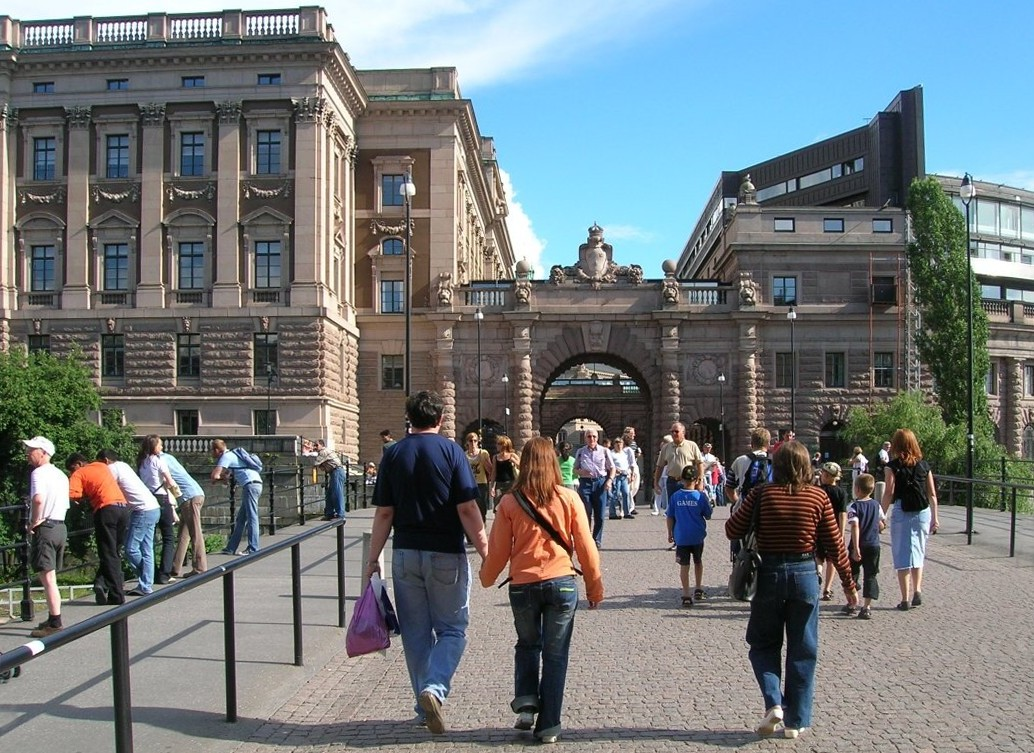
Lato nord.
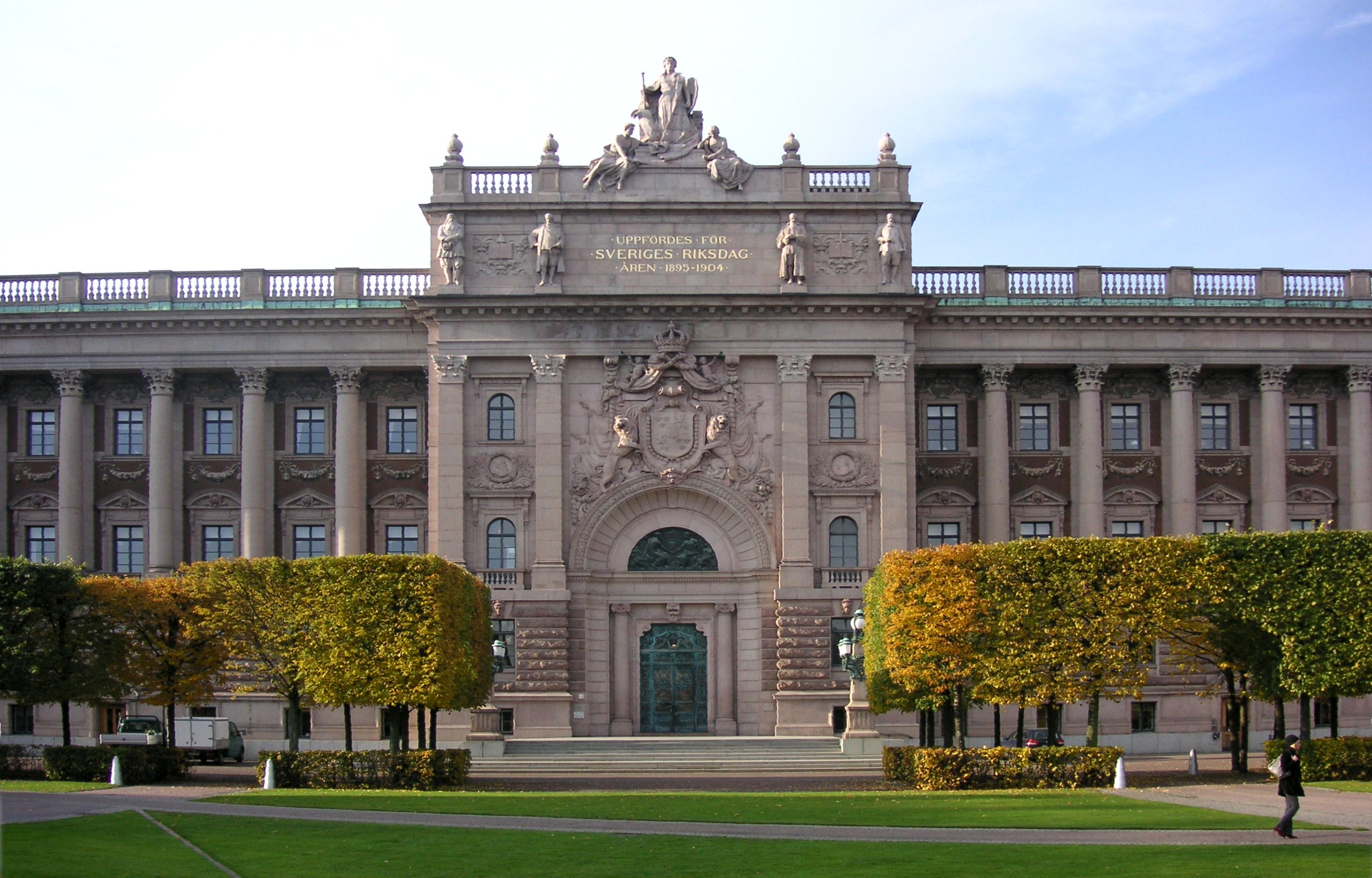
Frontespizio, Lato est.
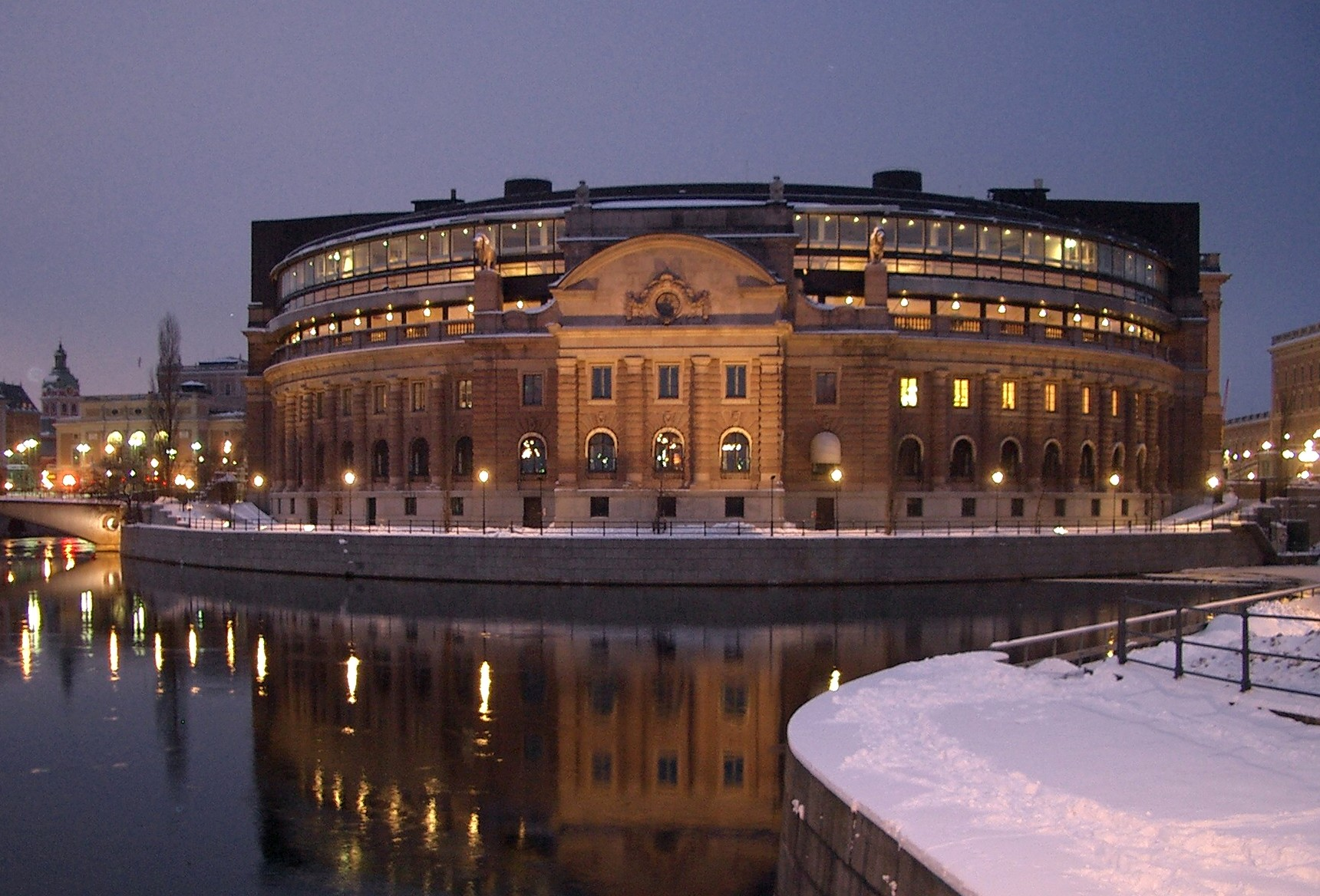
Lato ovest.

### Dettagli della facciata

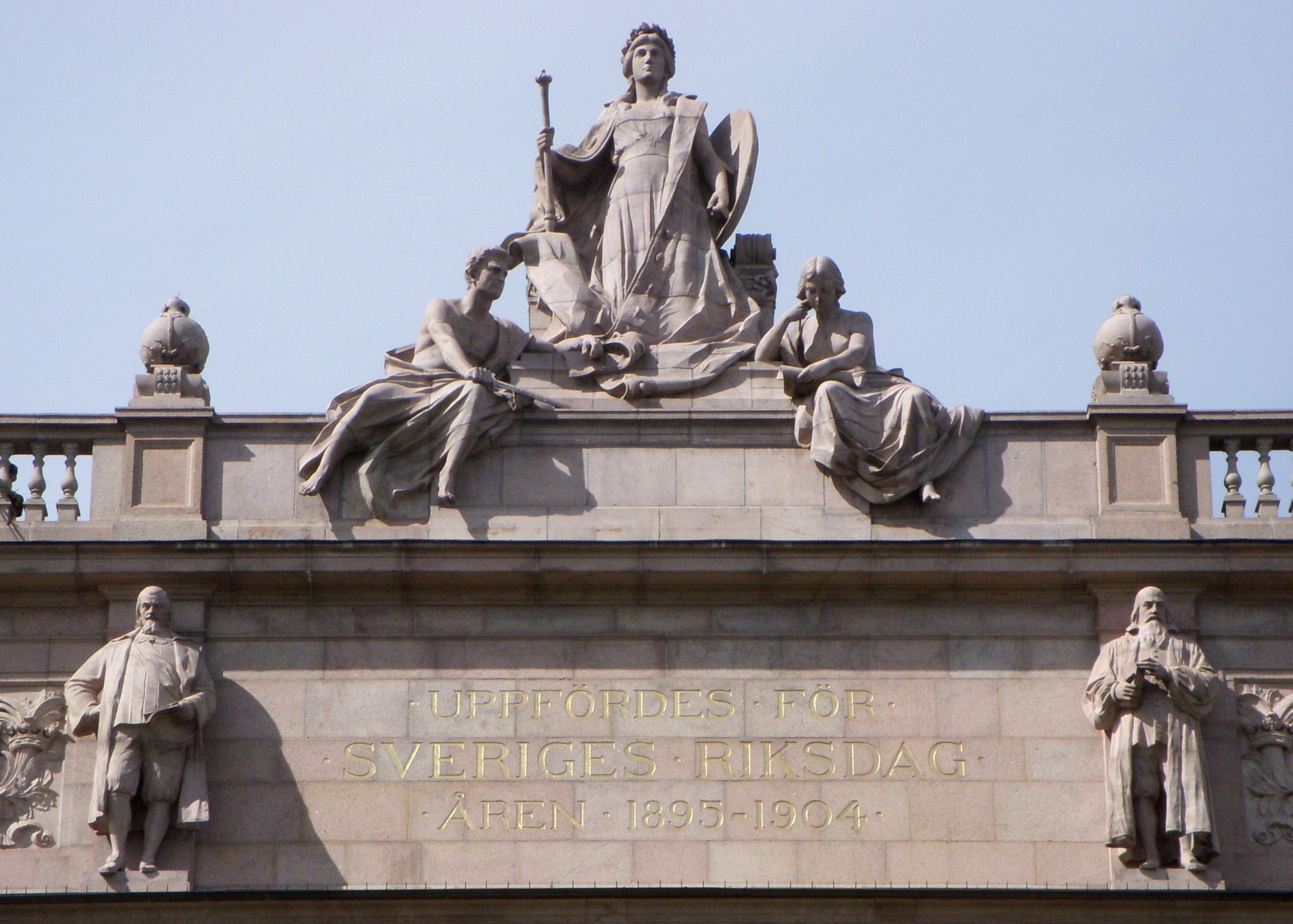
Statua di madre Svea.
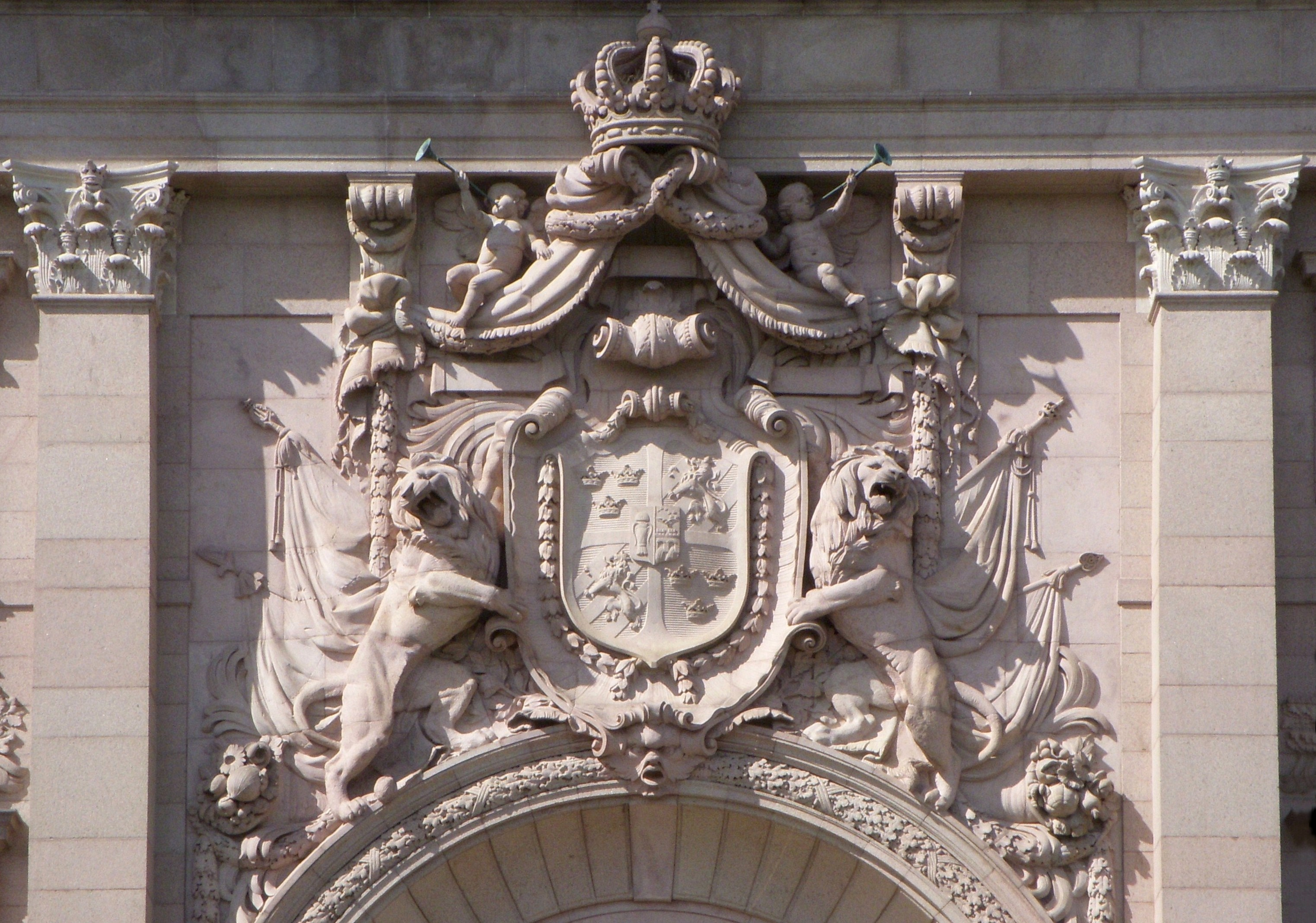
Armatoriale della Svezia.
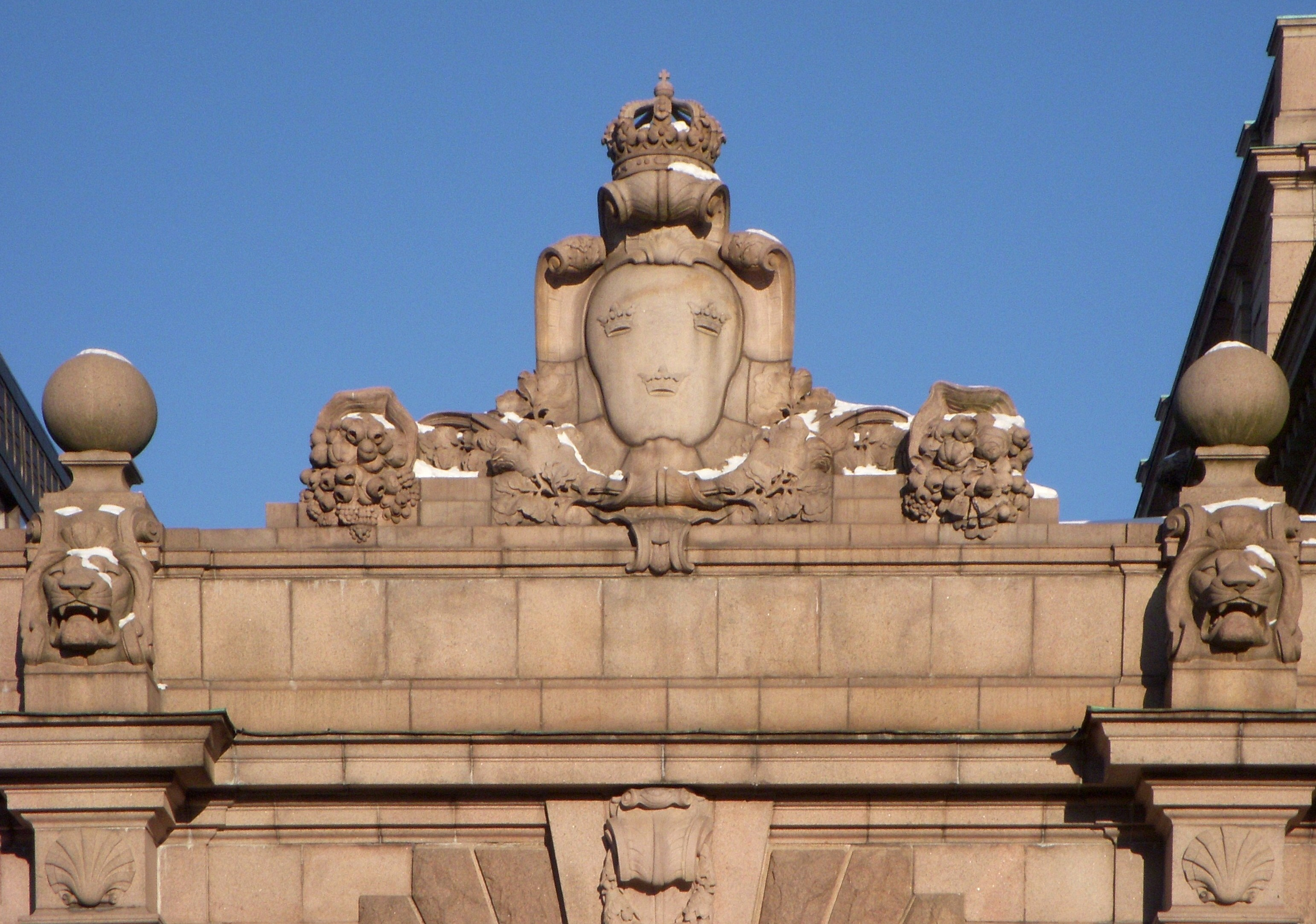
Dettaglio di une porta.
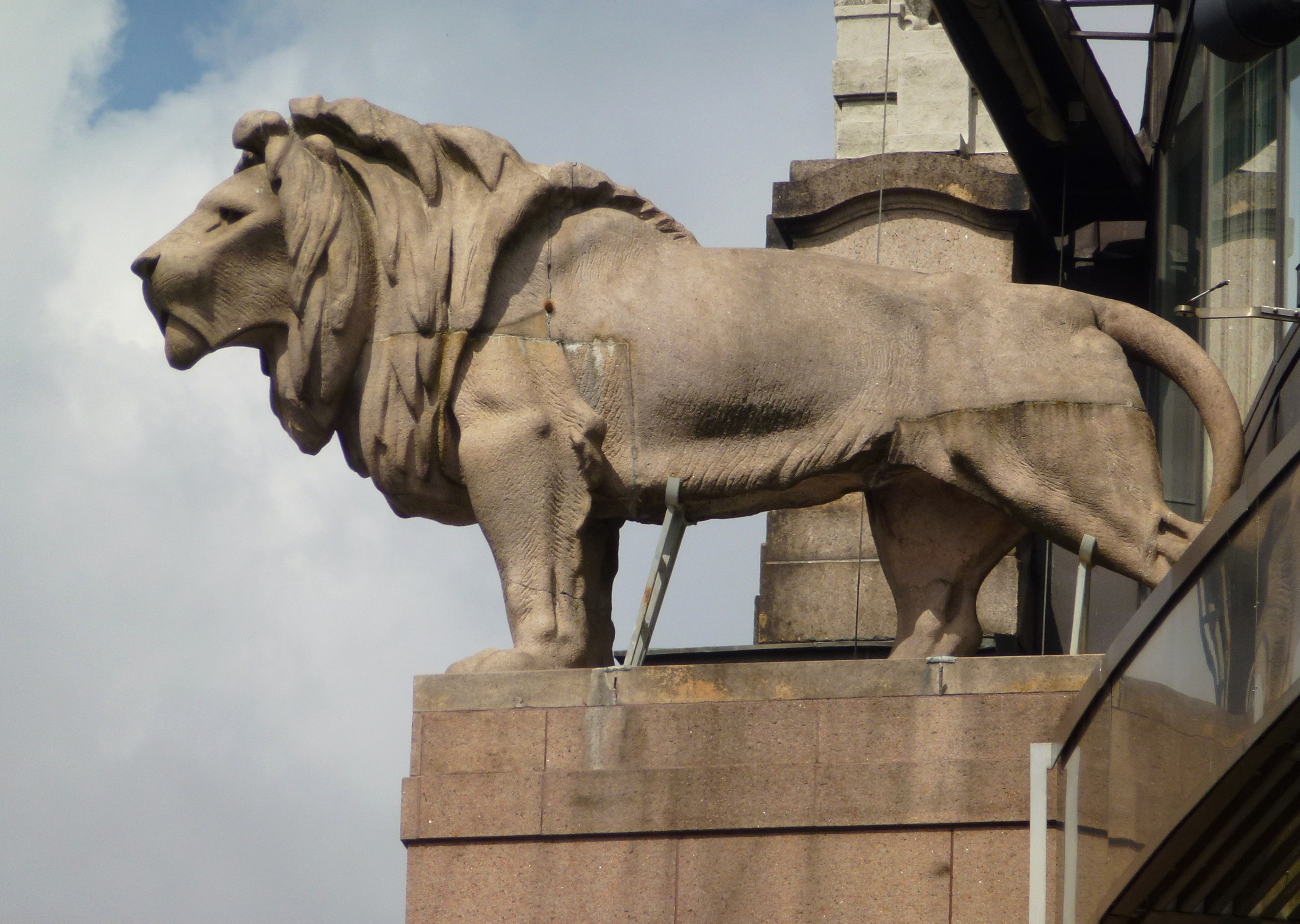
Statua di un leone.

### Interni

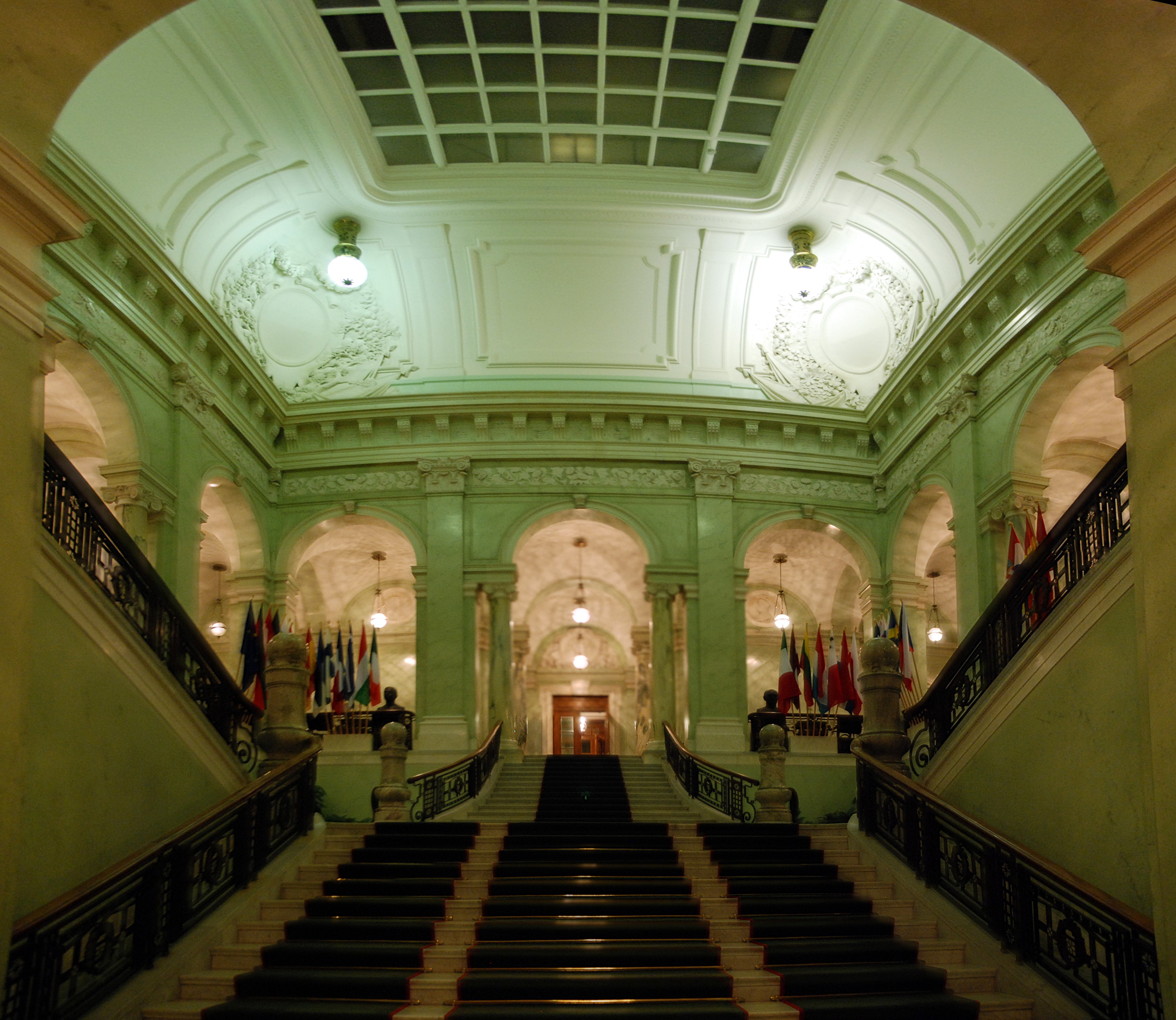
Scalinata.
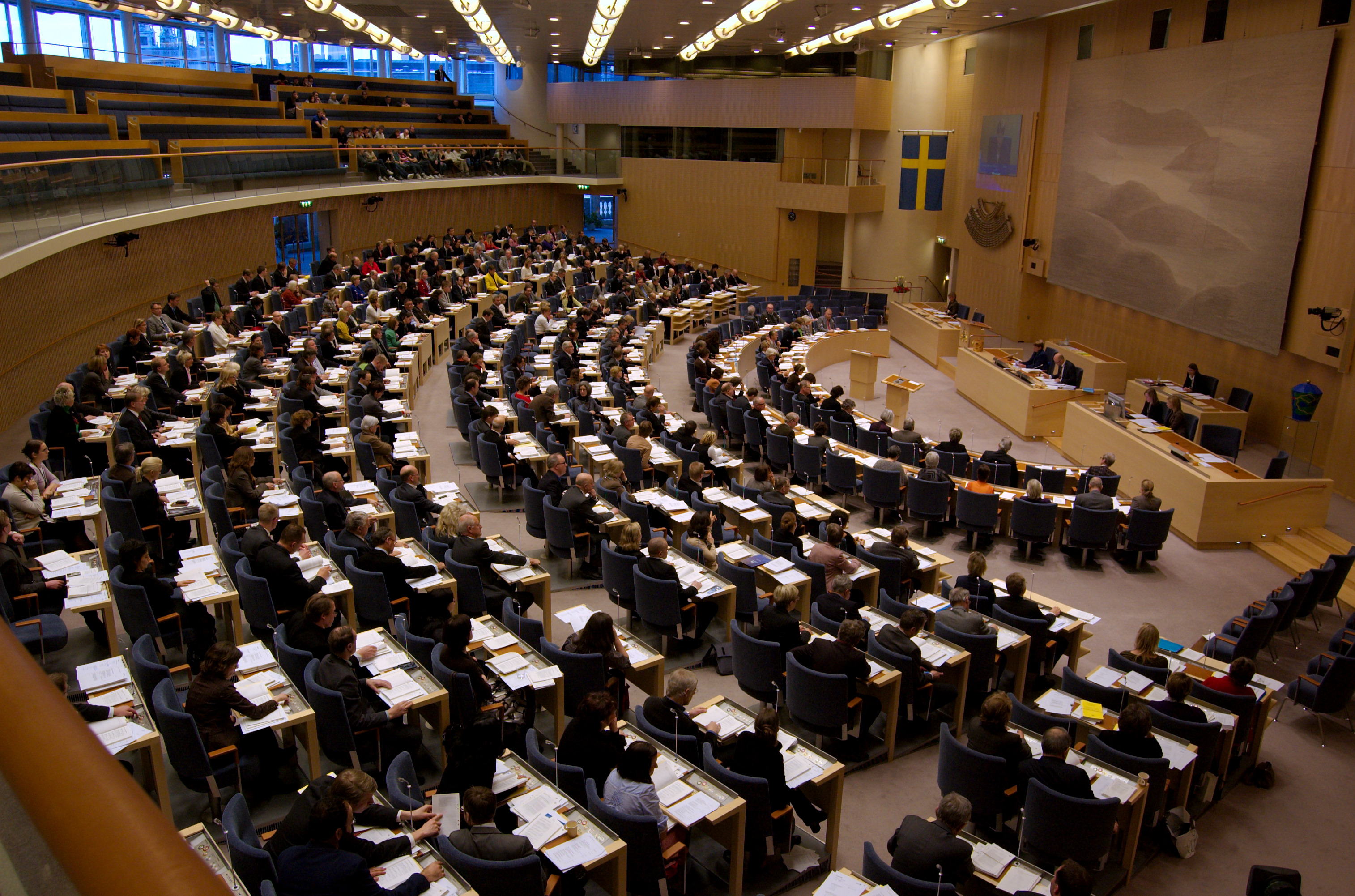
Emiciclo.
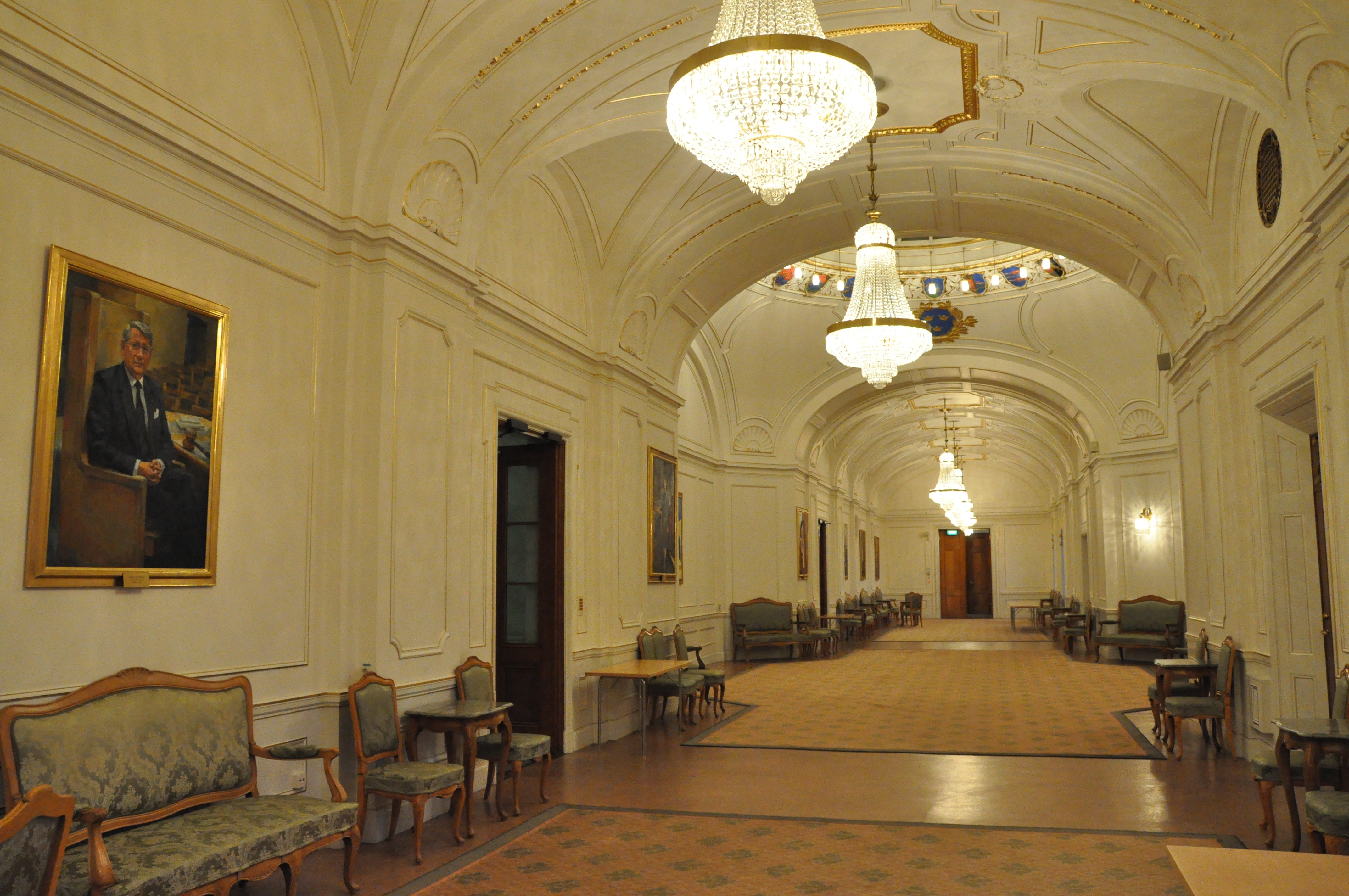
Corridoio.
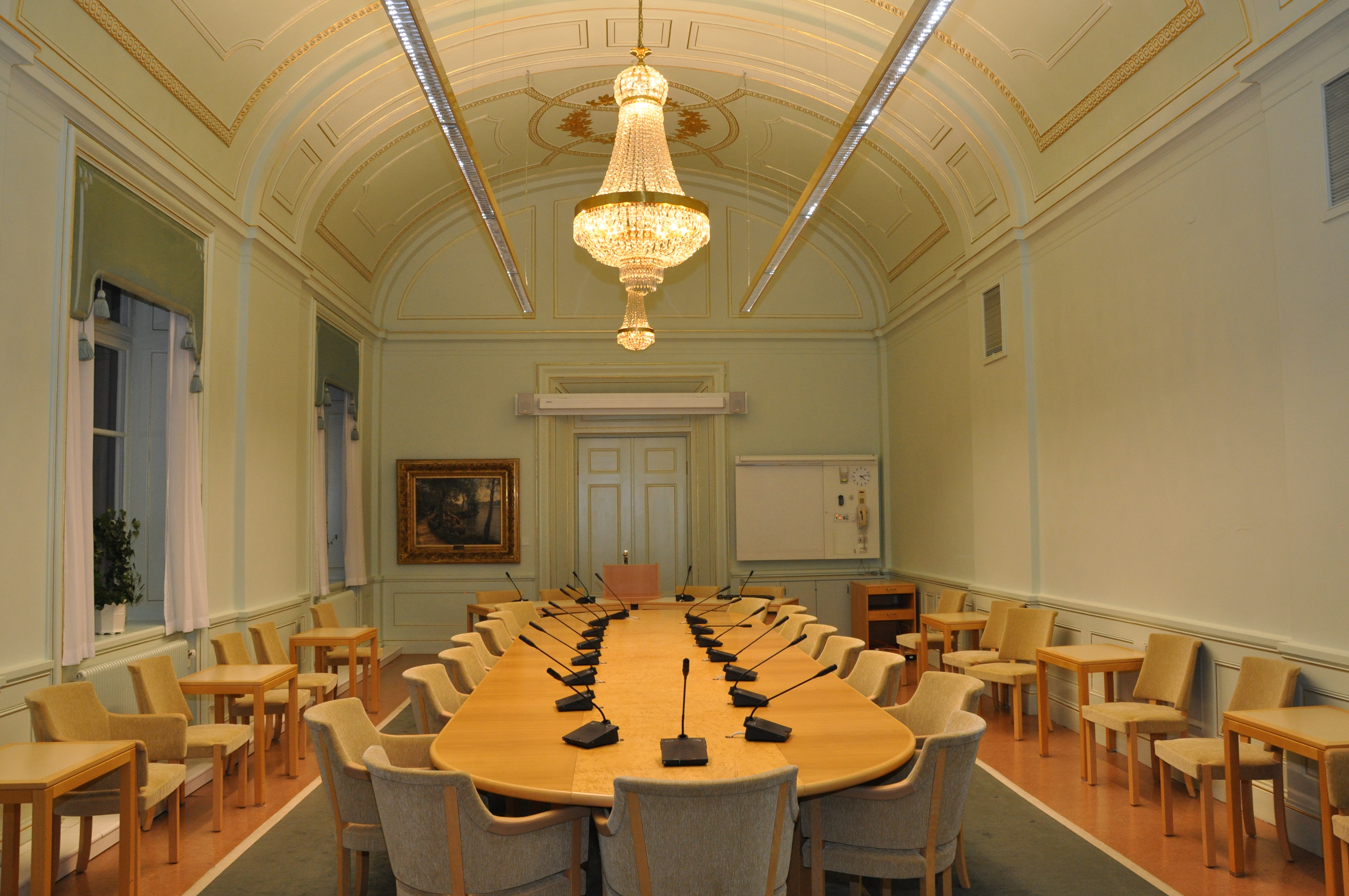
Sala riunioni.